# ISO 3166-2:PH
ISO 3166-2 données pour les Philippines

## Mise à jour
```
ISO 3166-2:2002-05-21
 
n
o
 
2
```

## Régions (16)
| Code  | Nom en anglais                              | Nom en Tagalog                              |
| ----- | ------------------------------------------- | ------------------------------------------- |
| PH-14 | Autonomous Region in Muslim Mindanao (ARMM) | Nagsasariling Rehiyon ng Muslim sa Mindanaw |
| PH-05 | Bicol (Region V)                            | Rehiyon ng Bikol                            |
| PH-02 | Cagayan Valley (Region II)                  | Rehiyon ng Lambak ng Kagayan                |
| PH-40 | Calabarzon (Region IV-A)                    | Rehiyon ng Calabarzon                       |
| PH-13 | Caraga (Region XIII)                        | Rehiyon ng Karaga                           |
| PH-03 | Central Luzon (Region III)                  | Rehiyon ng Gitnang Luson                    |
| PH-07 | Central Visayas (Region VII)                | Rehiyon ng Gitnang Bisaya                   |
| PH-15 | Cordillera Administrative Region (CAR)      | Rehiyon ng Administratibo ng Kordilyera     |
| PH-11 | Davao (Region XI)                           | Rehiyon ng Dabaw                            |
| PH-08 | Eastern Visayas (Region VIII)               | Rehiyon ng Silangang Bisaya                 |
| PH-01 | Ilocos (Region I)                           | Rehiyon ng Iloko                            |
| PH-41 | Mimaropa (Region IV-B)                      | Rehiyon ng Mimaropa                         |
| PH-00 | National Capital Region                     | Pambansang Punong Rehiyon                   |
| PH-10 | Northern Mindanao (Region X)                | Rehiyon ng Hilagang Mindanaw                |
| PH-12 | Soccsksargen (Region XII)                   | Rehiyon ng Soccsksargen                     |
| PH-06 | Western Visayas (Region VI)                 | Rehiyon ng Kanlurang Bisaya                 |
| PH-09 | Zamboanga Peninsula (Region IX)             | Rehiyon ng Tangway ng Sambuwangga           |

## Provinces (79)
```
        province                               région
PH-ABR  
Abra
                                     15
PH-AGN  
Agusan del Norte
                         13
PH-AGS  
Agusan del Sur
                           13
PH-AKL  
Aklan
                                    06
PH-ALB  
Albay
                                    05
PH-ANT  
Antique
                                  06
PH-APA  
Apayao
                                   15
PH-AUR  
Aurora
                                   04
PH-BAS  
Basilan
                                  09
PH-BAN  
Bataan
                                   03
PH-BTN  
Batanes
                                  02
PH-BTG  
Batangas
                                 04
PH-BEN  
Benguet
                                  15
PH-BIL  
Biliran
                                  08
PH-BOH  
Bohol
                                    07
PH-BUK  
Bukidnon
                                 10
PH-BUL  
Bulacan
                                  03
PH-CAG  
Cagayan
                                  02
PH-CAN  
Camarines Norte
                          05
PH-CAS  
Camarines Sur
                            05
PH-CAM  
Camiguin
                                 10
PH-CAP  
Capiz
                                    06
PH-CAT  
Catanduanes
                              05
PH-CAV  
Cavite
                                   04
PH-CEB  
Cebu
                                     07
PH-COM  
Compostela Valley
                        11
PH-DAV  
Davao del Norte
                          11
PH-DAS  
Davao del Sur
                            11
PH-DAO  
Davao Oriental
                           11
PH-EAS  
Eastern Samar
                            08
PH-GUI  
Guimaras
                                 06
PH-IFU  
Ifugao
                                   15
PH-ILN  
Ilocos Norte
                             01
PH-ILS  
Ilocos Sur
                               01
PH-ILI  
Iloilo
                                   06
PH-ISA  
Isabela
                                  02
PH-KAL  
Kalinga
                                  15
PH-LAG  
Laguna
                                   04
PH-LAN  
Lanao del Norte
                          12
PH-LAS  
Lanao del Sur
                            14
PH-LUN  
La Union
                                 01
PH-LEY  
Leyte
                                    08
PH-MAG  
Maguindanao
                              14
PH-MAD  
Marinduque
                               04
PH-MAS  
Masbate
                                  05
PH-MDC  
Mindoro Occidental
                       04
PH-MDR  
Mindoro Oriental
                         04
PH-MSC  
Misamis Occidental
                       10
PH-MSR  
Misamis Oriental
                         10
PH-MOU  
Mountain Province
                        15
PH-NEC  
Negros Occidental
                        06
PH-NER  
Negros Oriental
                          07
PH-NCO  
North Cotabato
                           12
PH-NSA  
Northern Samar
                           08
PH-NUE  
Nueva Ecija
                              03
PH-NUV  
Nueva Vizcaya
                            02
PH-PLW  
Palawan
                                  04
PH-PAM  
Pampanga
                                 03
PH-PAN  
Pangasinan
                               01
PH-QUE  
Quezon
                                   04
PH-QUI  
Quirino
                                  02
PH-RIZ  
Rizal
                                    04
PH-ROM  
Romblon
                                  04
PH-SAR  
Sarangani
                                11
PH-SIG  
Siquijor
                                 07
PH-SOR  
Sorsogon
                                 05
PH-SCO  
South Cotabato
                           11
PH-SLE  
Southern Leyte
                           08
PH-SUK  
Sultan Kudarat
                           12
PH-SLU  
Sulu
                                     14
PH-SUN  
Surigao del Norte
                        13
PH-SUR  
Surigao del Sur
                          13
PH-TAR  
Tarlac
                                   03
PH-TAW  
Tawi-Tawi
                                14
PH-WSA  
Western Samar
                            08
PH-ZMB  
Zambales
                                 03
PH-ZAN  
Zamboanga del Norte
                      09
PH-ZAS  
Zamboanga del Sur
                        09
PH-ZSI  
Zamboanga Sibuguey
 [Zamboanga Sibugay]   09
```